# Moudon
Moudon (antiguamente en alemán Milden) es una comuna y ciudad histórica suiza del cantón de Vaud, situada en el distrito de Broye-Vully. Limita al noreste con las comunas de Bussy-sur-Moudon, Lucens y Curtilles, al este con Chesalles-sur-Moudon y Chavannes-sur-Moudon, al sur con Montet (Glâne) (FR), Vulliens, Syens y Rossenges, al suroeste con Hermenches y Jorat-Menthue, y al oeste y noroeste con Montanaire.
Hasta el 31 de diciembre de 2007 fue capital del distrito de Moudon.

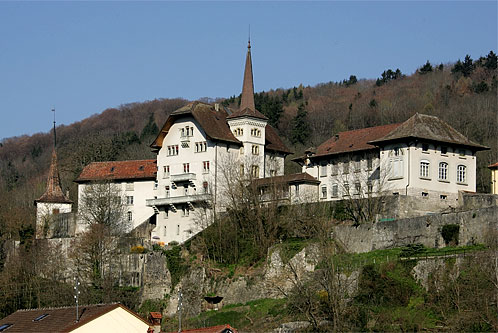
Castillo de Carrouge.